# Prunus discadenia
Prunus discadenia är en rosväxtart som beskrevs av Emil Bernhard Koehne. Prunus discadenia ingår i släktet prunusar, och familjen rosväxter. Utöver nominatformen finns också underarten P. d. forrestii.